# Liste der Kulturdenkmäler in Leimbach (Eiterfeld)
Die folgende Liste enthält die in der Denkmaltopographie ausgewiesenen Kulturdenkmäler auf dem Gebiet des Ortsteils Leimbach der Gemeinde Eiterfeld, Landkreis Fulda, Hessen.
Hinweis: Die Reihenfolge der Denkmäler in dieser Liste orientiert sich an der Anschrift, alternativ ist sie auch nach der Bezeichnung, der vom Landesamt für Denkmalpflege vergebenen Nummer oder der Bauzeit sortierbar.
Kulturdenkmäler werden fortlaufend im Denkmalverzeichnis des Landes Hessen durch das Landesamt für Denkmalpflege Hessen auf Basis des Hessischen Denkmalschutzgesetzes (HDSchG) geführt. Die Schutzwürdigkeit eines Kulturdenkmals hängt nicht von der Eintragung in das Denkmalverzeichnis des Landes Hessen oder der Veröffentlichung in der Denkmaltopographie ab.

Das Vorhandensein oder Fehlen eines Objekts in dieser Liste ist keine rechtsverbindliche Auskunft darüber, ob es Kulturdenkmal ist oder nicht: Diese Liste entspricht möglicherweise nicht dem aktuellen Stand der offiziellen Denkmaltopographie. Diese ist für Hessen in den entsprechenden Bänden der Denkmaltopographie Bundesrepublik Deutschland und im Internet unter DenkXweb – Kulturdenkmäler in Hessen einsehbar. Auch diese Quellen sind, obwohl sie durch das Landesamt für Denkmalpflege Hessen aktualisiert werden, nicht immer aktuell, da es im Denkmalbestand immer wieder Änderungen gibt.
Eine verbindliche Auskunft erteilt allein das Landesamt für Denkmalpflege Hessen.
Nutze diese Kartenansicht, um Koordinaten in der Liste zu setzen. In dieser Kartenansicht sind Kulturdenkmale ohne Koordinaten mit einem roten bzw. orangen Marker dargestellt und können in der Karte gesetzt werden. Kulturdenkmale ohne Bild sind mit einem blauen bzw. roten Marker gekennzeichnet, Kulturdenkmale mit Bild mit einem grünen bzw. orangen Marker.
| Bild                                    | Bezeichnung        | Lage                                                        | Beschreibung                                                                 | Bauzeit                                                                              | Objekt-Nr. |
| --------------------------------------- | ------------------ | ----------------------------------------------------------- | ---------------------------------------------------------------------------- | ------------------------------------------------------------------------------------ | ---------- |
| Bild gesucht BW                         | Bildstock          | Am Halig LageFlur: 5, Flurstück: 15/1                       |                                                                              | Mitte 18. Jahrhundert vermutet.                                                      | 37787 DDB  |
| Bild gesucht BW                         | Bildstock          | Am Hundstriesch LageFlur: 1, Flurstück: 16/1                |                                                                              | Noch 18. Jahrhundert vermutet.                                                       | 37788 DDB  |
| Direkt Bild zu diesem Denkmal hochladen | Friedhofskreuz     | Am Kreuzgarten Flur: 7, Flurstück: 4/1                      | Steinkruzifix                                                                | Um 1900                                                                              | 37472 DDB  |
| Direkt Bild zu diesem Denkmal hochladen | Wegekreuz          | An der Alten Mühle 2 Flur: 2, Flurstück: 34/4               | Steinkruzifix                                                                | 1882, bezeichnet.                                                                    | 37463 DDB  |
| Direkt Bild zu diesem Denkmal hochladen | Bildstock          | Betzenröder Straße Flur: 6, Flurstück: 102/9                |                                                                              | Vor 1750 vermutet.                                                                   | 37469 DDB  |
| Direkt Bild zu diesem Denkmal hochladen | Hochkreuz          | Betzenröder Straße 7 Flur: 6, Flurstück: 67/1               | An der Rückseite des Hofes Betzenroder Str. 11 aufgestelltes Steinkruzifix.  | 1832, bezeichnet.                                                                    | 37465 DDB  |
| Bild gesucht BW                         | Katholische Kirche | Betzenröder Straße 7 LageFlur: 6, Flurstück: 67/1           | Schlichter Rechteckbau nach Plänen des Architekten Ludwig Ehrlich errichtet. | 1931                                                                                 | 37464 DDB  |
| Bild gesucht BW                         | Hofreite           | Betzenröder Straße 10/10a/10c LageFlur: 6, Flurstück: 95/10 |                                                                              | Um 1800 das alte Wohnhaus und in mehreren Bauphasen erweitert.                       | 37466 DDB  |
| Bild gesucht BW                         | Fachwerkhaus       | Betzenröder Straße 11 LageFlur: 6, Flurstück: 69/2          |                                                                              | Um 1750                                                                              | 37467 DDB  |
| Direkt Bild zu diesem Denkmal hochladen | Bildstock          | Betzenröder Straße 12 Flur: 6, Flurstück: 92/3              |                                                                              | Vor 1750 vermutet.                                                                   | 37471 DDB  |
| Direkt Bild zu diesem Denkmal hochladen | Bildstock          | Betzenröder Straße (neben Nr. 1) Flur: 6, Flurstück: 2/3    |                                                                              | 1846, bezeichnet.                                                                    | 37468 DDB  |
| Direkt Bild zu diesem Denkmal hochladen | Eisenbahnbrücke    | K 145, Kegelspielradweg Flur: 7, Flurstück: 15/6            |                                                                              | 1905 (Datum der Errichtung), 1940 (Datum der Erweiterung der Linie auf zwei Gleise). | 37476 DDB  |
| Direkt Bild zu diesem Denkmal hochladen | Gefallenen–Denkmal | Unterm Herrnberg Flur: 7, Flurstück: 33/3                   |                                                                              | Um 1920 errichtet.                                                                   | 37477 DDB  |
| Direkt Bild zu diesem Denkmal hochladen | Bildstock          | Vitusweg Flur: 3, Flurstück: 48/7                           |                                                                              | 1735, bezeichnet.                                                                    | 37470 DDB  |
| Direkt Bild zu diesem Denkmal hochladen | Fluraltar          | Zum Bildstock Flur: 3, Flurstück: 16                        |                                                                              | 1867, bezeichnet.                                                                    | 37475 DDB  |
| Direkt Bild zu diesem Denkmal hochladen | Fachwerkhaus       | Zum Bildstock 4 Flur: 6, Flurstück: 62/1                    | Kleines zweistöckiges Fachwerkhaus auf hohem Quadersockel.                   | Um 1800                                                                              | 37473 DDB  |
| Direkt Bild zu diesem Denkmal hochladen | Fachwerkhaus       | Zum Bildstock 7 Flur: 6, Flurstück: 10/1                    |                                                                              | 1804 (Sockelinschrift)                                                               | 37474 DDB  |
| Direkt Bild zu diesem Denkmal hochladen | Wegekreuz          | Zum Tannenwald Flur: 2, Flurstück: 67/4                     | Steinkruzifix                                                                | 1867, bezeichnet.                                                                    | 37786 DDB  |